# Edmond Dédé
Edmond Dédé (20 de novembro de 1827 – 5 de janeiro de 1901) foi um músico e compositor afro-americano, de Nova Orleães, Luisiana. Um free negro crioulo da Luisiana, mudou-se para a Europa para estudar em Paris em 1855 e assentou em França. As suas composições incluem Quasimodo Symphony, Le Palmier Ouverture, Le Serment de L'Arabe e Patriotisme. Durante mais de quarenta anos trabalhou em Bordéus como maestro assistente no Grand Théâtre e foi maestro de orquestra no Théâtre l'Alcazar e nas Folies Bordelaises. A sua ópera Morgiane, ou, Le Sultan d’Ispahan (1887), redescoberta em 2007, é a mais antiga ópera conhecida com autoria de um compositor afro-americano e teve a sua estreia em 2025.